# Metazygia levii
Metazygia levii är en spindelart som beskrevs av Santos 2003. Metazygia levii ingår i släktet Metazygia och familjen hjulspindlar. Inga underarter finns listade i Catalogue of Life.